# Перевіз (Миргородський район)
Переві́з — село в Україні, у Миргородському районі Полтавської області. Населення становить 10 осіб. Входить до складу Лютенської сільської громади.

## Географія
Село Перевіз розташоване на правому березі річки Псел, вище за течією на відстані 4.5 км розташоване село Лисівка, нижче за течією на відстані 0.5 км розташоване село Мала Обухівка, на протилежному березі — село Лютенька.
Річка у цьому місці звивиста, утворює стариці та заболочені озера.

## Назва
На території України 2 населених пункти із назвою Перевіз.

## Історія
- 1690 рік перша документальна згадка. Малороссийский родословник. Том 1 Модзалевский Вадим Львович Бороховичи
- Входило у склад Лютенської сотні
- Належало родині Бороховичів
- Належало родині Рощаковських Володіння Рощаковських у Гадяцькому повіті

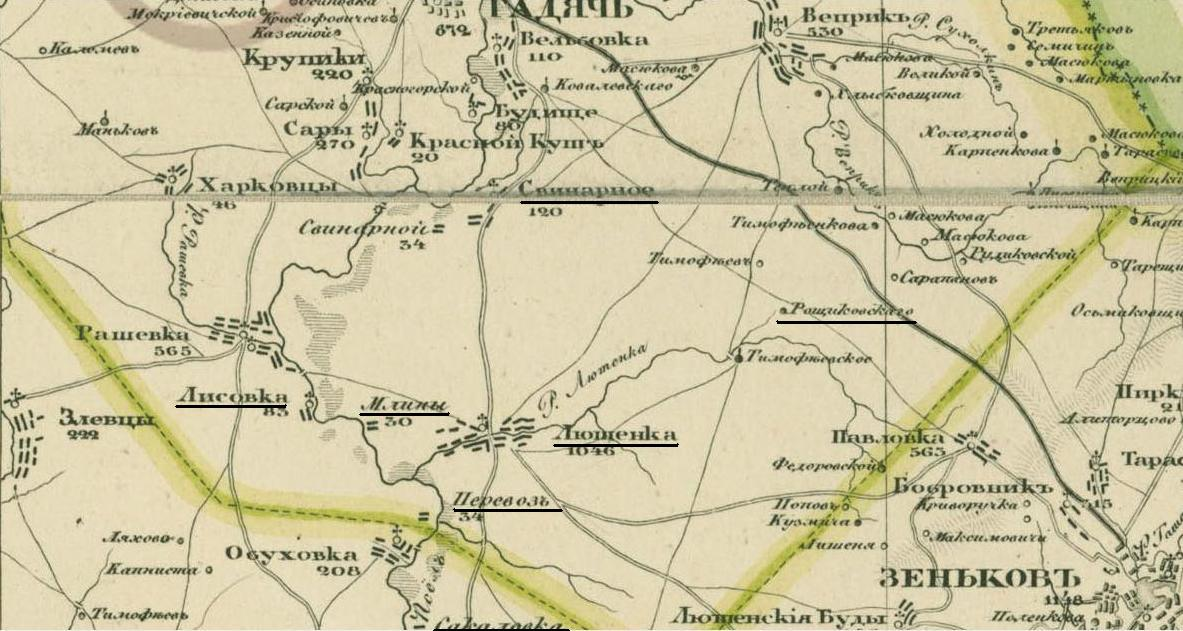
Володіння Рощаковських у Гадяцькому повіті

- Село постраждало внаслідок геноциду українського народу, проведеного окупаційним урядом СССР 1923–1933 та 1946–1947 роках.
- До 2020 року орган місцевого самоврядування — Лисівська сільська рада.

## Відомі уродженці
- Тарапата Іван Кузьмович (11 липня 1920—1996)— український актор. Народний артист УРСР (1978).
- Добряк Тамара Миколаївна (нар. 24.10.1961)

## Джерала
- Малороссийский родословник. Том 1 Модзалевский Вадим Львович